# Chiesa di Santa Maria Assunta e San Giovanni Battista (Tione di Trento)
La chiesa di Santa Maria Assunta e San Giovanni Battista è la parrocchiale di Tione di Trento nelle Valli Giudicarie in Trentino. Appartiene alla parrocchia dell'Immacolata, fa parte dell'zona pastorale delle Giudicarie dell'arcidiocesi di Trento e risale al VIII secolo.

## Storia

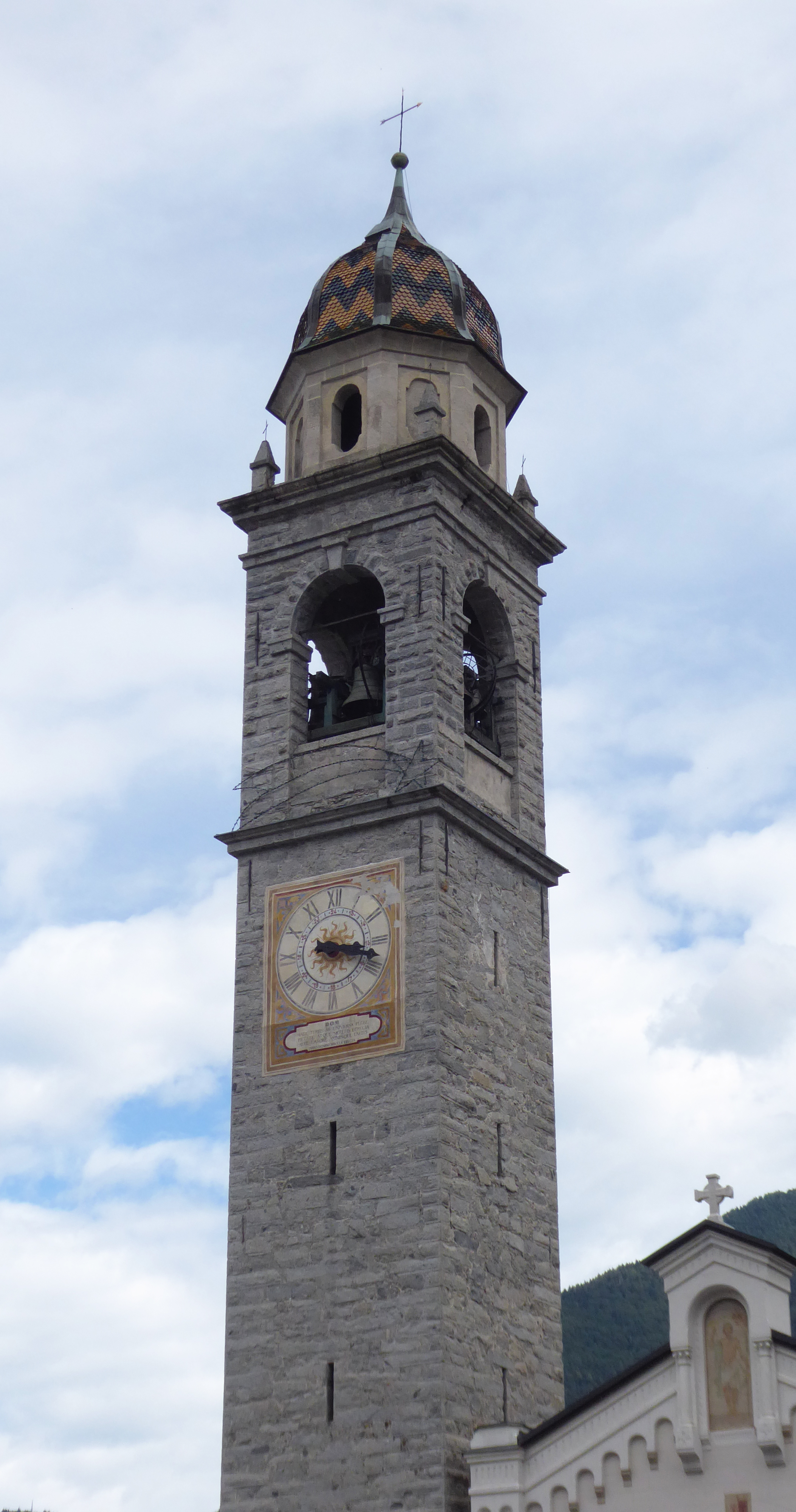
Campanile

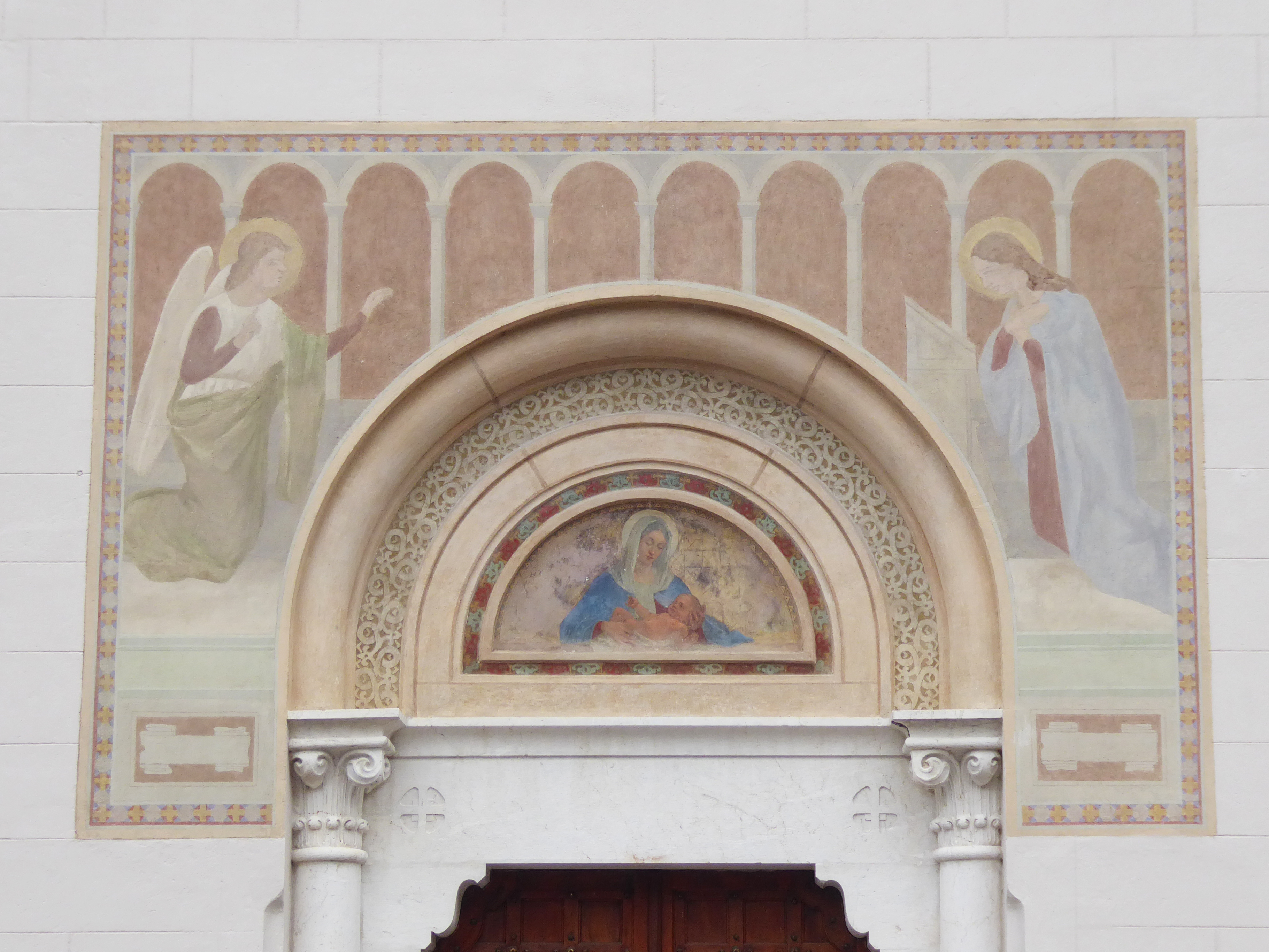
Particolare della facciata con Affresco dell'Annunciazione

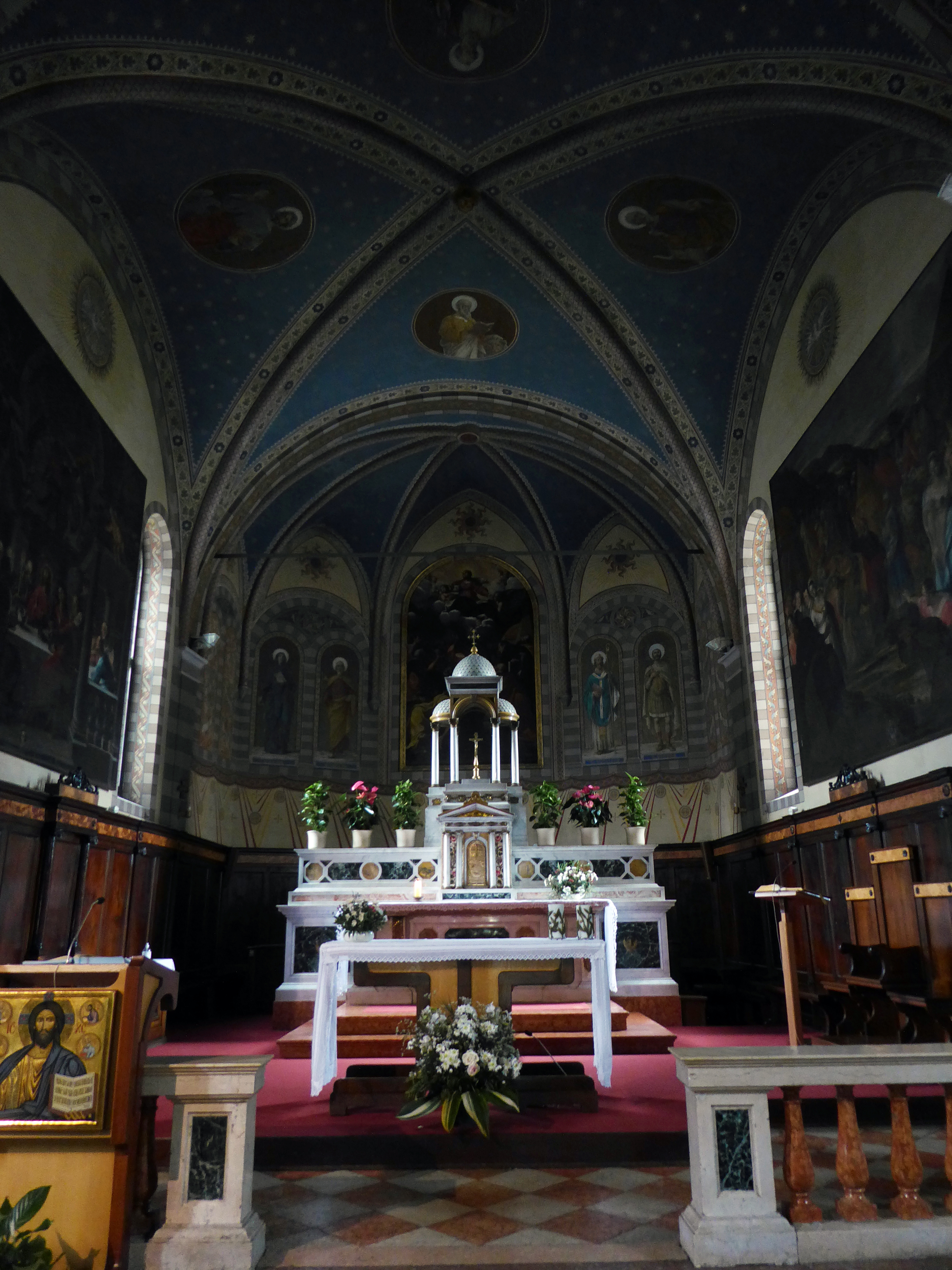
Presbiterio

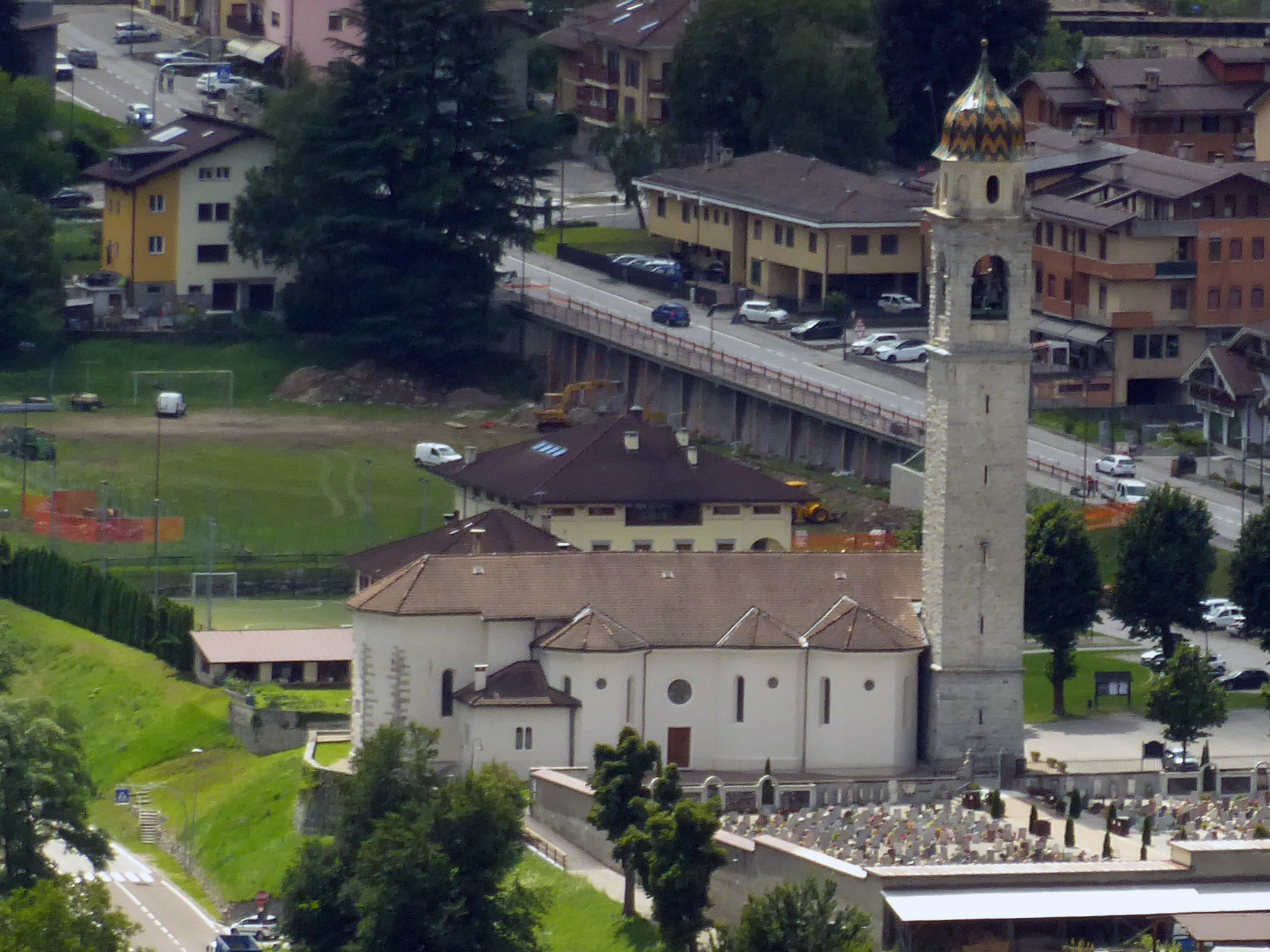
Chiesa di Santa Maria Assunta e San Giovanni Battista con camposanto in un'immagine dall'alto

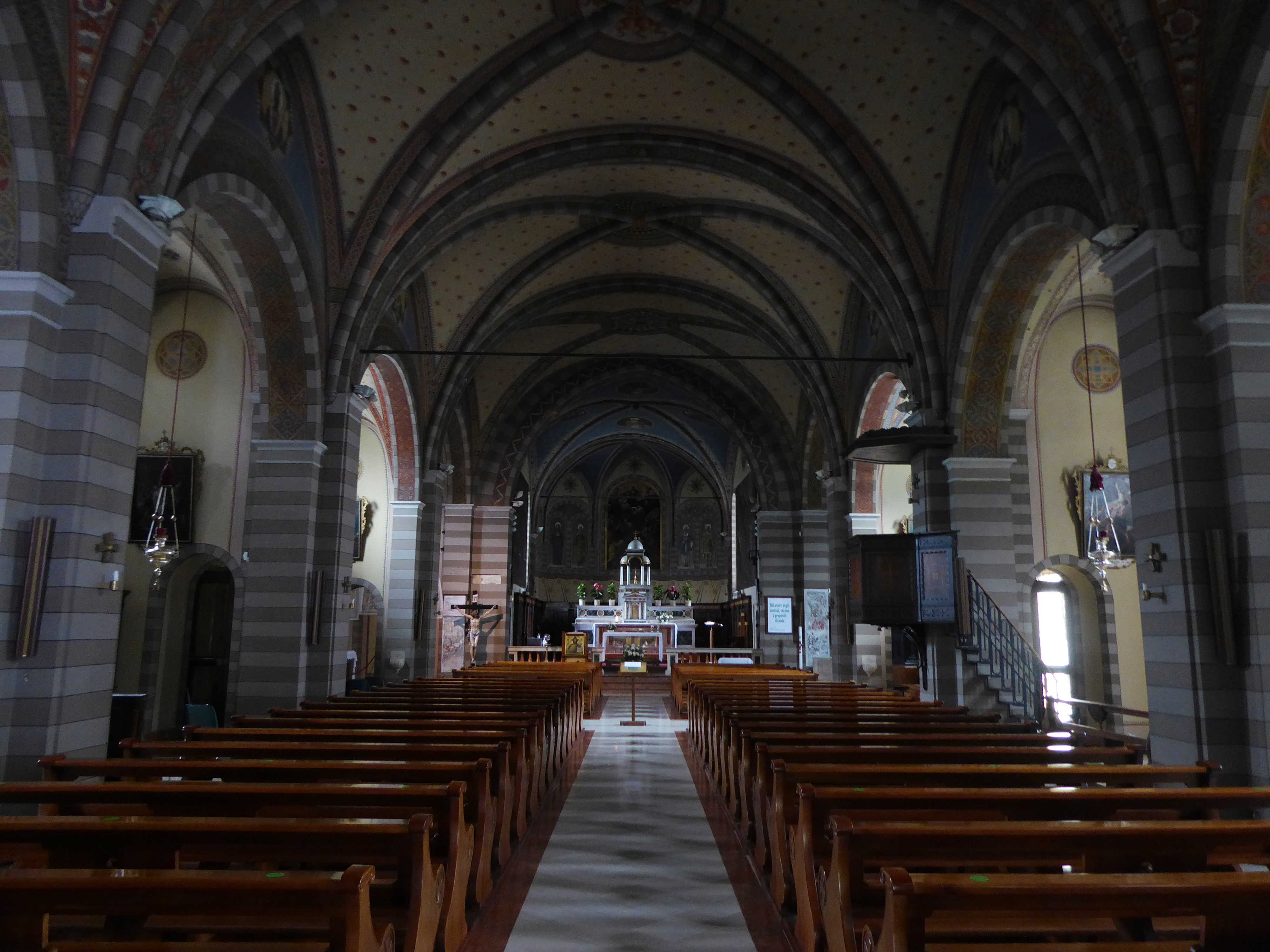
Interno

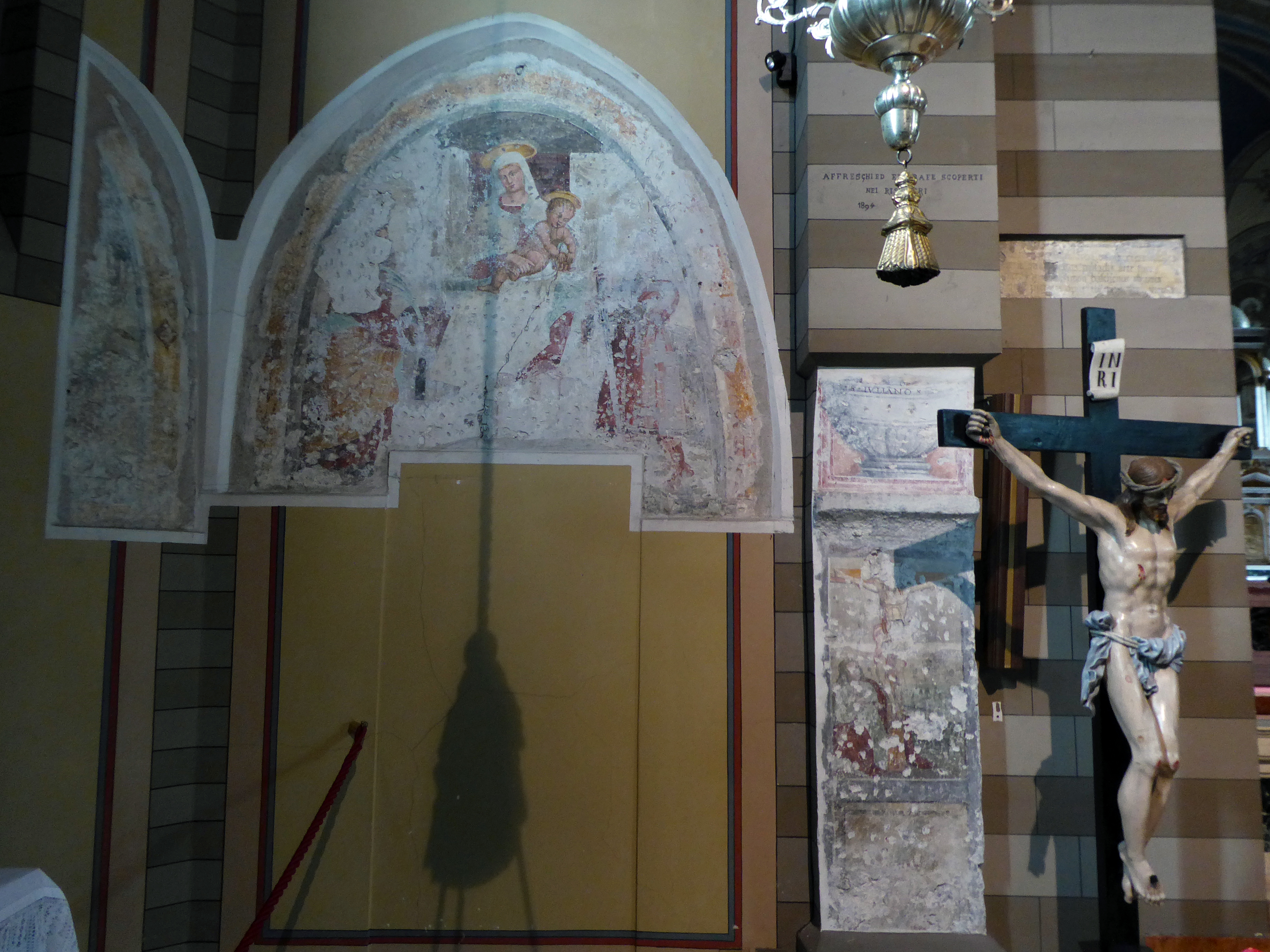
Affreschi nella parete interna

Il primo edificio religioso a Tione risale al VIII secolo, e probabilmente venne costruito sul sito dove preesisteva un tempio pagano dedicato a Giove. Scavi della fine del XX secolo hanno portato alla luce antiche fondazioni di una piccola costruzione che esisteva in tempi precedenti alla chiesa del XV secolo. Sembra accertato che sul sito siano stati costruire a partire dall'VIII secolo diversi edifici, sino ad arrivare al XII secolo, quando è accertato che a Tione vi fosse una pieve, con una struttura semplice, senza cappelle, e che questa venne ampliata con un nuovo presbiterio. In seguito, dopo il 1400, si aggiunsero due cappelle dedicate a San Giovanni Battista a San Rocco. Alla fine del XV secolo si effettuarono lavori di ristrutturazione e ampliamento, che continuarono fino al 1518 e oltre, con nuove decorazioni ad opera di Simone Baschenis. Un secolo dopo si procedette all'ampliamento del presbiterio e vennero costruite due nuove cappelle dedicate al Corpus Domini ed alla Madonna.
Nel 1750 per problemi statici venne demolito il vecchio campanile e poco dopo si iniziò la costruzione di quello nuovo, con lavori che subirono alcune interruzioni e si arrivò alla sua inaugurazione il 27 agosto 1761. Nel 1827 un incendio provocò ingenti danni alla struttura rendendo necessario un importante intervento di ricostruzione. A metà del XIX secolo si ebbero nuovi danni provocati da un terremoto. Questo vennero riparati e si procedette anche alla ristrutturazione del cimitero con una nuova cappella funeraria. Alla fine del secolo l'interno venne modificato con abbattimento di muri e realizzazione di passaggi tra le cappelle e venne modificata anche la facciata. A partire dal 1989 la pieve venne interessata da una serie importante di interventi: restauro delle murature degradate per umidità, rifacimento della pavimentazione, pulizia della decorazione interna, manutenzione del tetto e restauro del campanile.

## Descrizione

### Esterni
Il tempio si trova a sud rispetto al centro abitato e mostra orientamento verso sud est. La facciata a due spioventi si conclude in alto con una piccola cornice con un affresco. Il portale è architravato e sormontato da una finestra a lunetta cieca con l'immagine della Madonna. A metà circa dell'altezza della facciata si trovano due alte e strette finestre con arco a tutto sesto e con inferriate che portano luce alla sala. La torre campanaria si trova in posizione avanzata sulla sinistra ed è rivestita in granito. La cella campanaria si apre con quattro fienstre a monofora e la copertura è costituita da un piccolo tamburo e da un cupolino.

### Interni
La navata interna è unica e suddivisa in cinque campate. Il presbiterio è leggermente rialzato e si concludecon un'abside di forma poligonale.